# Казімежево (Ґолюбсько-Добжинський повіт)
Казімежево (пол. Kazimierzewo) — село в Польщі, у гміні Збуйно Ґолюбсько-Добжинського повіту Куявсько-Поморського воєводства.
У 1975-1998 роках село належало до Влоцлавського воєводства.